# Yasmin Mrabet
Yasmin Mrabet (en arabe : ياسمين كاتي مرابط سلاك), de son nom complet Yasmin Katie Mrabet Slack, née le 8 août 1999 à Madrid en Espagne, est une footballeuse internationale marocaine qui joue au poste de milieu défensive à Valence.
Elle est connue pour avoir marqué le but victorieux face au Botswana (CAN 2022) qui qualifie le Maroc pour la première fois à une Coupe du monde féminine (2023).

## Biographie
Yasmin Mrabet est née à Madrid d'un père marocain et d'une mère britannique.
Mrabet joue pour Madrid CFF, Rayo Vallecano et Levante Las Planas en Espagne.
Elle découvre l'élite du football féminin espagnol avec le Madrid CFF et inscrit son premier but en « Liga » le 21 septembre 2019 face à l'Espanyol de Barcelone (victoire, 2-1).

### Avec Levante Las Planas (2021-2024)

#### Saison 2021-2022
Elle réussit avec Levante Las Planas à monter en première division. Ses 8 buts inscrits en 27 matchs font d'elle la défenseure la plus prolifique du championnat D2 de la saison 2021-2022 (Groupes nord et sud compris).

#### Saison 2022-2023
Yasmin Mrabet prend part aux matchs amicaux de pré-saison dont celui contre le PSG le 24 août 2022 à Palamós. Mais elle se blesse et rate donc le début de la saison.
Elle retrouve les terrains le 30 octobre 2022 en étant titularisée contre le Sporting Huelva à l'occasion de la 7e journée de la Liga qui voit Levante Las Planas s'incliner par 2 buts à 1 à la maison.
Le 6 novembre 2022 est une journée à oublier pour Mrabet et ses coéquipières. Son équipe s'incline lourdement sur le terrain du Séville FC sur le score de 5 buts à 0. La joueuse marocaine ouvre le score de la rencontre en marquant contre son camp.
Elle réalise une passe décisive contre la Real Sociedad à l'occasion de l'avant-dernière journée de championnat. Le match se solde sur une victoire de Levante Las Planas (1-0) qui permet au club de se maintenir dans l'élite la saison qui suit.

#### Saison 2023-2024
Yasmin Mrabet poursuit l'aventure avec le club catalan et inscrit un but sur pénalty lors de son premier match de la saison le 16 septembre 2023 contribuant à la victoire des siennes sur le terrain d'Eibar.
Le 9 mars 2024, elle dispute son 100e match de Liga en entrant en jeu contre Grenade dans une rencontre qui se termine par une défaite à domicile de son équipe (1-2). Quelques mois plus tard, le 10 juin 2024, c'est elle qui ouvre le score sur pénalty contre Valence dans un match qui voit Levante Las Planas s'imposer 3 buts à 0.
Elle dispute son 27e match de la saison à l'occasion de la dernière journée de championnat le 15 juin 2024 contre la Real Sociedad dans une rencontre qui se termine sur un nul (2-2). Ainsi, grâce à ce point du nul, Levante Las Planas assure son maintien dans la Liga pour la saison suivante. Cependant, Yasmin ne prolonge pas avec le club catalan.  

### Avec Valence (2024-)
Yasmin Mrabet poursuit en Liga en rejoignant Valence. Le club annonce sa signature le 10 juillet 2024.
Elle dispute son premier match sous ses nouvelles couleurs le 8 septembre 2024 en entrant en jeu contre le Levante Badalona dans le carde de la 1re journée de championnat qui se termine sur un score de parité (1-1). Match durant lequel elle affronte sa coéquipière en sélection Ghizlane Chebbak.
Le 12 janvier 2025, Valence reçoit la Real Sociedad dans le cadre de la 14e journée de Liga. Yasmin Mrabet qui débute titulaire, est expulsée à la 52e minute de jeu après avoir écopé de deux cartons jaunes. Réduite à dix, son équipe encaisse par la suite deux buts et perd le match (2-0).
Le 9 février 2025 elle inscrit son premier but de la saison et le premier avec Valence en ouvrant le score face à l'UD Tenerife dans le cadre de la 18e journée de championnat. Elle marque le seul but de son équipe qui s'incline sur le score de 2 buts à 1. La journée qui suit le 15 février 2025, elle récidive avec un autre but, et le seul de son équipe qui perd à Séville. 
Elle honore sa 100e titularisation en Liga le 23 mars 2025 face au Madrid CFF son ancien club (victoire 4-1).
Toutefois le club valencien ne parvient pas à se maintenir en Liga terminant à la dernière place avec 23 points à 4 longueurs du premier non-relegable. Yasmin Mrabet prend part durant cet exercice 2024-2025 à 29 rencontres de championnat. Titularisée à 26 reprises, elle inscrit 4 buts (dont 1 sur pénalty) et délivre une passe décisive.

### Carrière internationale
Mrabet représente l'Espagne en catégorie des moins de 19 ans. Sélection avec laquelle elle remporte l'Euro 2018,.
Elle opte ensuite pour le Maroc et fait ses débuts le 30 novembre 2021 en tant que titulaire lors d'une victoire 2-0 en amical contre le Sénégal.
Si en club elle alterne entre le poste de milieu défensif et défenseure centrale, en sélection, Mrabet évolue la plupart du temps en défense centrale.

#### Coupe d'Afrique des nations 2022
Elle est sélectionnée par Reynald Pedros pour prendre part à la Coupe d'Afrique des Nations féminine 2022.
Le 13 juillet 2022, elle marque le but de la victoire lors du quart de finale de la Coupe d'Afrique des Nations 2022 contre le Botswana, qui permet au Maroc de se qualifier pour la première fois à la Coupe du monde féminine de la FIFA (édition 2023).
Le Maroc atteint la finale de cette édition organisée chez lui, mais ne parvient pas à remporter le trophée échouant devant l'Afrique du sud. Yasmin Mrabet participe à l'ensemble des matchs de la compétition en tant que titulaire.

#### Coupe du monde 2023: parcours historique des Marocaines
Après avoir manqué le rassemblement précédent en raison de sa blessure, Yasmin Mrabet est appelée à nouveau par Pedros pour prendre part à un stage à Marbella en Espagne durant la fenêtre FIFA du mois de novembre 2022. Durant ce stage, le Maroc affronte l'Irlande (24ème au rang mondial) dans une double confrontation amicale. Mrabet participe aux deux rencontres. Le premier match qui se joue à huis clos le 11 novembre 2022 se termine sur un score nul (2-2) tandis que le deuxième le 14 novembre, sur une victoire irlandaise (4-0).
En février 2023, le Maroc dispute deux matchs amicaux à Antalya les 17 et 21 février respectivement contre la Slovaquie et la Bosnie-Herzégovine. Elle est impliquée sur deux des trois buts marocains contre les Slovaques avec une passe décisive et un but.
Elle est sélectionnée en avril 2023 pour prendre part à deux matchs amicaux internationaux contre la Tchéquie et la Roumanie respectivement le 6 avril 2023 à Prague et le 11 avril 2023 à Bucarest. Elle dispute les deux rencontres, perdues par le Maroc.
Yasmin Mrabet fait partie des 28 joueuses présélectionnées par Reynald Pedros pour disputer la Coupe du monde 2023 en Australie et Nouvelle-Zélande. Après le stage effectué en Autriche, Mrabet est sélectionnée dans la liste finale des 23 joueuses retenues pour défendre les couleurs marocaines au Mondial.
Après avoir mal débuté contre l'Allemagne (défaite 6-0), le Maroc parvient à remporter une première victoire, contre la Corée du Sud (1-0), puis une deuxième, contre la Colombie (1-0) et réussit à se qualifier pour les huitièmes de finale pour sa première participation, et ce grâce au nul de l'Allemagne contre la Corée. Le parcours des Marocaines prend fin contre les Françaises (4-0). Yasmin Mrabet ne dispute que le premier match contre les Allemandes.

#### JO 2024: Echec des Marocaines au dernier tour des qualifications
Elle reçoit une convocation de la part de Jorge Vilda, fraîchement nommé à la tête de l'équipe nationale, pour disputer une double confrontation face à la Namibie les 26 et 31 octobre 2023 dans le cadre du deuxième tour des qualifications des Jeux olympiques 2024. La Namibie étant dans l'incapacité de recevoir, les deux matchs se jouent au Maroc. Les Marocaines s'imposent lors des deux manches. La première à Marrakech le 26 octobre 2023 sur le score de 2-0, et la deuxième à Rabat avec le même score. Yasmin Mrabet est titularisée lors du premier match mais entre en jeu lors du match retour,.
Après avoir éliminé la Tunisie (6-2 au score cumulé), les Marocaines sont donc opposées aux Zambiennes lors du 4e et dernier tour des qualifications. Si elle est parvenue à s'imposer en Zambie lors du match aller le 5 avril 2024 sur le score de 2 buts à 1, la sélection marocaine ne parvient pas à se qualifier pour la phase finale des Jeux à la suite de sa défaite 2 à 0 au match retour à Rabat le 9 avril 2024 après prolongations. Yasmin Mrabet dispute les deux rencontres en tant que titulaire.

#### Coupe d'Afrique 2024: Nouvel échec en finale
Yasmin Mrabet est sélectionnée par Jorge Vilda pour une double confrontation amicale face à la RD Congo les 30 mai et 3 juin 2024 à Berkane. Le Maroc remporte les deux rencontres. La première sur le score de 2 buts à 1 et la deuxième, 3 buts à 2. Mrabet dispute l'intégralité des deux matchs. La deuxième rencontre est marquée par un geste anti-sportif de la joueuse congolaise Ruth Kipoyi dont est victime Yasmin Mrabet. Cette dernière reçoit un coup de poing au visage en voulant s'interposer dans un début de bagarre générale après que Kipoyi ait été expulsée pour un tacle dangereux sur la milieu de terrain Najat Badri. Retransmis à la télévision marocaine, la séquence vidéo de cette agression est reprise par les internautes et devient virale à travers les réseaux sociaux.
Elle est de nouveau convoquée pour disputer deux matchs amicaux contre la Tanzanie et le Sénégal respectivement les 25 et 29 octobre 2024 au Stade Père-Jégo. Les Marocaines remportent les deux rencontres avec un score de 4-1 face aux Tanzaniennes et une large victoire face aux Sénégalaises, 7-0. Yasmin Mrabet dispute les deux rencontres dans leur intégralité. Elle marque face au Sénégal et délivre une passe décisive à Rania Boutiebi,. Le mois qui suit, elle est convoquée pour disputer deux matchs amicaux contre le Botswana et le Mali respectivement les 28 novembre et 3 décembre 2024. Le Maroc remporte les deux rencontres, 3-1 face au Botswanaises et 1-0 face aux Maliennes. Yasmin Mrabet dispute l'intégralité des deux matchs.
Toujours dans le cadre des préparations à la CAN, elle est convoquée par Jorge Vilda pour disputer deux matchs amicaux internationaux, face au Ghana et Haïti respectivement les 21 et 25 février 2025 à Casablanca. Les Marocaines s'imposent face au Ghanéennes (1-0) et font match nul contre les Haïtiennes (1-1). Yasmin Mrabet dispute l'intégralité des deux rencontres,. Mrabet est convoquée pour le stage suivant afin de disputer deux matchs amicaux contre la Tunisie et le Cameroun les 4 et 8 avril 2025 au Stade Père-Jégo. Les Marocaines s'imposent face aux Tunisiennes avec un score de 3 buts à 1. Cependant, elles s'inclinent face aux Camerounaises (0-1). Yasmin Mrabet participe aux deux rencontres,.
Le 24 juillet 2025, la FRMF annonce la liste finale pour la CAN 2024. Yasmin Mrabet est sélectionnée par Jorge Vilda pour disputer le tournoi. Le Maroc qui atteint la finale pour la deuxième fois consécutive, ne parvient pas à remporter le titre. Durant cette édition, les Marocaines terminent première de leur groupe après un nul face aux Zambiennes (2-2), une victoire face aux Congolaises (4-2) et un succès face aux Sénégalaises (1-0). En quart de finale, le Maroc élimine le Mali (3-1) puis s'impose en demi-finale aux tirs au but face Ghana (4-2, 1-1 après prolongations). Les joueuses de Jorge Vilda s'inclinent en finale face au Nigeria (3-2) après avoir mené au score (2-0) jusqu'à l'heure de jeu. Yasmin Mrabet prend part à l'ensemble des rencontres du tournoi en tant que titulaire et inscrit deux buts sur pénalty respectivement face à la RD Congo et le Sénégal.

## Statistiques

### En club
| Saison                | Club                  | Championnat           | Championnat | Championnat | Coupe(s) nationale(s) | Coupe(s) nationale(s) | Total | Total |
| Saison                | Club                  | Division              | M.          | B.          | M.                    | B.                    | M.    | B.    |
| 2017-2018             | Madrid CFF            | Liga                  | 23          | 0           | 0                     | 0                     | 23    | 0     |
| 2018-2019             | Madrid CFF            | Liga                  | 15          | 0           | 1                     | 0                     | 16    | 0     |
| 2018-2019             | Madrid CFF            | Division 2            | 11          | 5           | 0                     | 0                     | 11    | 5     |
| 2019-2020             | Madrid CFF            | Liga                  | 12          | 1           | 2                     | 0                     | 14    | 1     |
| 2019-2020             | Madrid CFF            | Division 2            | 8           | 1           | -                     | -                     | 8     | 1     |
| Sous-total            | Sous-total            | Sous-total            | 69          | 7           | 3                     | 0                     | 72    | 7     |
| 2020-2021             | Rayo Vallecano        | Liga                  | 9           | 0           | 0                     | 0                     | 9     | 0     |
| Sous-total            | Sous-total            | Sous-total            | 9           | 0           | 0                     | 0                     | 9     | 0     |
| 2021-2022             | Levante Las Planas    | Division 2            | 27          | 8           | 1                     | 0                     | 28    | 8     |
| 2022-2023             | Levante Las Planas    | Liga                  | 24          | 0           | -                     | -                     | 24    | 0     |
| 2023-2024             | Levante Las Planas    | Liga                  | 27          | 2           | 1                     | 0                     | 28    | 2     |
| Sous-total            | Sous-total            | Sous-total            | 78          | 10          | 2                     | 0                     | 80    | 10    |
| 2024-2025             | Valence CF            | Liga                  | 29          | 4           | 1                     | 0                     | 30    | 4     |
| Total sur la carrière | Total sur la carrière | Total sur la carrière | 185         | 21          | 6                     | 0                     | 191   | 21    |

## Palmarès

### En club
Levante Las Planas
- Championne de D2 Espagne en 2022

### En sélection
Espagne -19 ans
- Championnat d'Europe
- Vainqueur en 2018

 Équipe du Maroc
- Coupe d'Afrique des nations
  -  Finaliste : 2022 et 2024
- Tournoi international de Malte
  - Vainqueur en 2022